# Municipio de Hermenegildo Galeana
El municipio de Hermenegildo Galeana es uno de los 217 municipios que conforman el estado de Puebla, México.

## Geografía
El municipio se encuentra dentro de la sierra norte de puebla del estado homónimo, a una altitud media de 780 m s. n. m.
|                            | Norte: Jopala |                |
| Oeste: San Felipe Tepatlán |               | Este: Coatepec |
|                            | Sur: Amixtlán |                |

## Presidentes municipales
| Ernesto Morales Santos              | 1939 | 1940 |                                             |                                             |                                             |
| Wenceslao Hernández                 | 1941 | 1942 |                                             |                                             |                                             |
| Emigdio Ronquillo Escobedo          | 1943 | 1944 |                                             |                                             |                                             |
| Ernesto Morales Santos              | 1945 | 1947 |                                             |                                             |                                             |
| Víctor Hernández                    | 1948 | 1949 |                                             |                                             |                                             |
| Humberto Rivera Manzano             | 1950 | 1951 |                                             |                                             |                                             |
| Gerardo Galindo Ramírez             | 1952 | 1953 |                                             |                                             |                                             |
| Isauro González López               | 1954 | 1954 |                                             |                                             |                                             |
| Víctor Garrido Gutiérrez            | 1955 | 1955 |                                             |                                             |                                             |
| Isauro González López               | 1956 | 1956 |                                             |                                             |                                             |
| Gerardo Galindo Ramírez             | 1957 | 1957 |                                             |                                             |                                             |
| Hipólito Cruz Salazar               | 1958 | 1958 |                                             |                                             |                                             |
| Enrique Morales Gutiérrez           | 1960 | 1961 |                                             |                                             |                                             |
| Guadalupe Sánchez Arroyo            | 1961 | 1963 |                                             |                                             |                                             |
| Heriberto Rivera Ruiz               | 1963 | 1965 |                                             |                                             |                                             |
| Francisco Sánchez Cruz              | 1966 | 1968 |                                             |                                             |                                             |
| Francisco Espinoza Sosa             | 1968 | 1971 |                                             |                                             |                                             |
| Federico Barrios Becerra            | 1971 | 1971 |                                             |                                             |                                             |
| Fermín Ramírez González             | 1972 | 1972 |                                             |                                             |                                             |
| Inocente Hernández Hernández        | 1973 | 1974 |                                             |                                             |                                             |
| Herlindo Sánchez Arroyo             | 1974 | 1974 |                                             |                                             |                                             |
| Heriberto Vázquez Hernández         | 1975 | 1975 |                                             |                                             |                                             |
| Raúl Hernández Hernández            | 1976 | 1976 |                                             |                                             |                                             |
| Raúl Vázquez López                  | 1977 | 1978 |                                             |                                             |                                             |
| Heriberto Rivera Ruiz               | 1979 | 1980 |                                             |                                             |                                             |
| Rosendo Velázquez González          | 1981 | 1981 |                                             |                                             |                                             |
| Moisés Rivera Hernández             | 1981 | 1984 |                                             |                                             |                                             |
| Valentino López Cano                | 1984 | 1987 |                                             |                                             |                                             |
| Ramiro Cruz Hernández               | 1987 | 1990 |                                             |                                             |                                             |
| Emiliano Herrero Rodríguez          | 1990 | 1993 |                                             |                                             |                                             |
| Gonzalo Hernández López             | 1993 | 1994 |                                             |                                             |                                             |
| Elpidio López Vázquez               | 1995 | 1996 |                                             |                                             |                                             |
| Ma. Refugio Sánchez Pérez           | 1996 | 1999 |                                             |                                             |                                             |
| Román Sánchez Pérez                 | 1999 | 2001 |                                             |                                             |                                             |
| Luis Espíndola Gutiérrez            | 2002 | 2005 |                                             |                                             |                                             |
| Eloy Modesto Hernández López        | 2005 | 2008 |                                             |                                             |                                             |
| Saturnino Dagoberto Hernández López | 2008 | 2011 | Referencias: Gobierno del estado de Puebla. | Referencias: Gobierno del estado de Puebla. | Referencias: Gobierno del estado de Puebla. |